# 서수초등학교
서수초등학교는 대한민국 전북특별자치도 군산시에 있는 공립 초등학교이다.

## 학교 연혁
- 1949년 11월 1일 개교
- 2025년 3월 1일 금암초등학교 통폐합

## 참고 자료
- 서수초등학교 - 한국교육학술정보원 학교알리미